# Nawaf Al-Temyat
Nawaf Al-Temyat (en árabe: نواف بندر التمياط‎, nacido el 28 de junio de 1976 en Riad, Riad) es un exfutbolista saudita. Jugaba de centrocampista y su último club fue el Al Hilal de Arabia Saudita.
Al-Temyat desarrolló su carrera enteramente en Al Hilal. Además, fue internacional absoluto por la Selección de fútbol de Arabia Saudita y disputó la Copa Asiática 2000, así como las Copas Mundiales de la FIFA de 1998, 2002 y 2006. A nivel dirigencial, estudió Gestión Deportiva en el CIES y se graduó en 2018, para ser presidente de la Federación de Fútbol de Arabia Saudita entre 2018 y 2019.

## Carrera

### Clubes
Al-Temyat desempeñó toda su carrera en Al Hilal, que abarcó desde 1993 hasta 2008.
En 2000, fue premiado como futbolista asiático del año, futbolista árabe del año y futbolista saudita del año. Una serie de lesiones le impidieron jugar entre 2001 y 2004. Su último partido con Al Hilal fue en 2008.
Posteriormente, Al-Temyat tuvo un partido homenaje, que se disputó el 2 de enero de 2010 entre Al Hilal y el club italiano Inter de Milán en Riad, en el Estadio Internacional Rey Fahd.

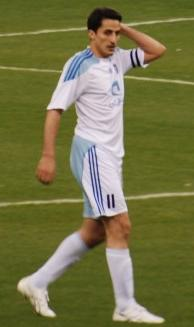
Al-Temyat en 2008

## Trayectoria

### Clubes
| Club     | País           | Año         |
| -------- | -------------- | ----------- |
| Al Hilal | Arabia Saudita | 1993 - 2008 |

### Selección nacional
| Selección | País           | Año         |
| --------- | -------------- | ----------- |
| Absoluta  | Arabia Saudita | 1998 - 2006 |

## Estadísticas

### Selección nacional
Fuente:
| Selección de Arabia Saudita | Selección de Arabia Saudita | Selección de Arabia Saudita |
| Año                         | Part.                       | Goles                       |
| --------------------------- | --------------------------- | --------------------------- |
| 1998                        | 8                           | 1                           |
| 1999                        | 13                          | 1                           |
| 2000                        | 15                          | 6                           |
| 2001                        | 5                           | 0                           |
| 2002                        | 6                           | 1                           |
| 2003                        | 0                           | 0                           |
| 2004                        | 0                           | 0                           |
| 2005                        | 4                           | 1                           |
| 2006                        | 13                          | 1                           |
| Total                       | 64                          | 11                          |

#### Goles internacionales
| No  | Fecha                    | Sede                                                      | Oponente               | Gol     | Resultado | Competición                    |
| --- | ------------------------ | --------------------------------------------------------- | ---------------------- | ------- | --------- | ------------------------------ |
| 1.  | 27 de septiembre de 1998 | Estadio Jassim bin Hamad, Doha, Catar                     | Líbano                 | 1 gol   | 4-1       | Copa de Naciones Árabe 1998    |
| 2.  | 25 de julio de 1999      | Estadio Azteca, Ciudad de México, México                  | México                 | 1 gol   | 1-5       | Copa FIFA Confederaciones 1999 |
| 3.  | 24 de mayo de 2000       | Štadión pod Zoborom, Nitra, Eslovaquia                    | Eslovaquia             | 1 gol   | 1-1       | Partido amistoso               |
| 4.  | 25 de septiembre de 2000 | Estadio Príncipe Faisal bin Fahd, Riad, Arabia Saudita    | Siria                  | 1 gol   | 3-0       | Partido amistoso               |
| 5.  | 29 de septiembre de 2000 | Estadio Príncipe Faisal bin Fahd, Riad, Arabia Saudita    | Emiratos Árabes Unidos | 1 gol   | 6-1       | Partido amistoso               |
| 6.  | 20 de octubre de 2000    | Estadio Internacional Saida, Sidón, Líbano                | Uzbekistán             | 1 gol   | 5-0       | Copa Asiática 2000             |
| 7.  | 24 de octubre de 2000    | Sports City Stadium, Beirut, Líbano                       | Kuwait                 | 2 goles | 3-2       | Copa Asiática 2000             |
| 8.  | 24 de octubre de 2000    | Sports City Stadium, Beirut, Líbano                       | Kuwait                 | 2 goles | 3-2       | Copa Asiática 2000             |
| 9.  | 20 de marzo de 2002      | Stadio Comunale di Pistoia, Pistoia, Italia               | Sudáfrica              | 1 gol   | 1-0       | Partido amistoso               |
| 10. | 14 de noviembre de 2005  | Estadio Príncipe Abdullah al-Faisal, Yeda, Arabia Saudita | Ghana                  | 1 gol   | 1-3       | Partido amistoso               |
| 11. | 15 de marzo de 2006      | Estadio Príncipe Abdullah al-Faisal, Yeda, Arabia Saudita | Irak                   | 1 gol   | 2-2       | Partido amistoso               |

#### Participaciones en fases finales
| Torneo                         | Sede                  | Resultado     | Partidos | Goles |
| ------------------------------ | --------------------- | ------------- | -------- | ----- |
| Copa Mundial de Fútbol de 1998 | Francia               | Primera fase  | 1        | 0     |
| Copa Confederaciones 1999      | México                | Cuarto puesto | 5        | 1     |
| Copa Asiática 2000             | Líbano                | Subcampeón    | 6        | 3     |
| Copa Mundial de Fútbol de 2002 | Corea del Sur / Japón | Primera fase  | 3        | 0     |
| Copa Mundial de Fútbol de 2006 | Alemania              | Primera fase  | 2        | 0     |

## Palmarés

### Títulos nacionales
| Título                         | Club     | País           | Año  |
| ------------------------------ | -------- | -------------- | ---- |
| Liga Profesional Saudita       | Al Hilal | Arabia Saudita | 1996 |
| Copa Federación Saudita        | Al Hilal | Arabia Saudita | 1996 |
| Liga Profesional Saudita       | Al Hilal | Arabia Saudita | 1998 |
| Copa del Príncipe de la Corona | Al Hilal | Arabia Saudita | 2000 |
| Copa Federación Saudita        | Al Hilal | Arabia Saudita | 2000 |
| Copa del Fundador Saudita      | Al Hilal | Arabia Saudita | 2000 |
| Liga Profesional Saudita       | Al Hilal | Arabia Saudita | 2002 |
| Copa del Príncipe de la Corona | Al Hilal | Arabia Saudita | 2003 |
| Liga Profesional Saudita       | Al Hilal | Arabia Saudita | 2005 |
| Copa del Príncipe de la Corona | Al Hilal | Arabia Saudita | 2005 |
| Copa Federación Saudita        | Al Hilal | Arabia Saudita | 2005 |
| Copa del Príncipe de la Corona | Al Hilal | Arabia Saudita | 2006 |
| Copa Federación Saudita        | Al Hilal | Arabia Saudita | 2006 |
| Liga Profesional Saudita       | Al Hilal | Arabia Saudita | 2008 |

### Títulos internacionales
| Título                             | Club (*)       | Sede    | Año  |
| ---------------------------------- | -------------- | ------- | ---- |
| Recopa de la AFC                   | Al Hilal       | Riad    | 1997 |
| Supercopa de la AFC                | Al Hilal       | Pohang  | 1997 |
| Copa de Clubes Campeones del Golfo | Al Hilal       | Sur     | 1998 |
| Copa de Naciones Árabe             | Arabia Saudita | Doha    | 1998 |
| Campeonato Asiático de Clubes      | Al Hilal       | Riad    | 2000 |
| Supercopa de la AFC                | Al Hilal       | Riad    | 2000 |
| Recopa Árabe                       | Al Hilal       | Riad    | 2000 |
| Supercopa Árabe                    | Al Hilal       | Damasco | 2001 |
| Recopa de la AFC                   | Al Hilal       | Doha    | 2002 |

(*) Incluyendo la Selección

### Distinciones individuales
| Distinción                            | Año  |
| ------------------------------------- | ---- |
| Equipo del Torneo de la Copa Asiática | 2000 |
| Futbolista Asiático del Año           | 2000 |
| Futbolista Árabe del Año              | 2000 |
| Futbolista Saudita del Año            | 2000 |